# Bunyip
De Bunyip is een mythisch dier uit de droomtijd van de Australische Aboriginals. Het is een legendarische geest die zich huisvest in het water, meer bepaald de moerassen, waar hij mensen en dieren opeet. Hoe hij er precies uitziet verschilt van verhaal tot verhaal. 

## Galerij

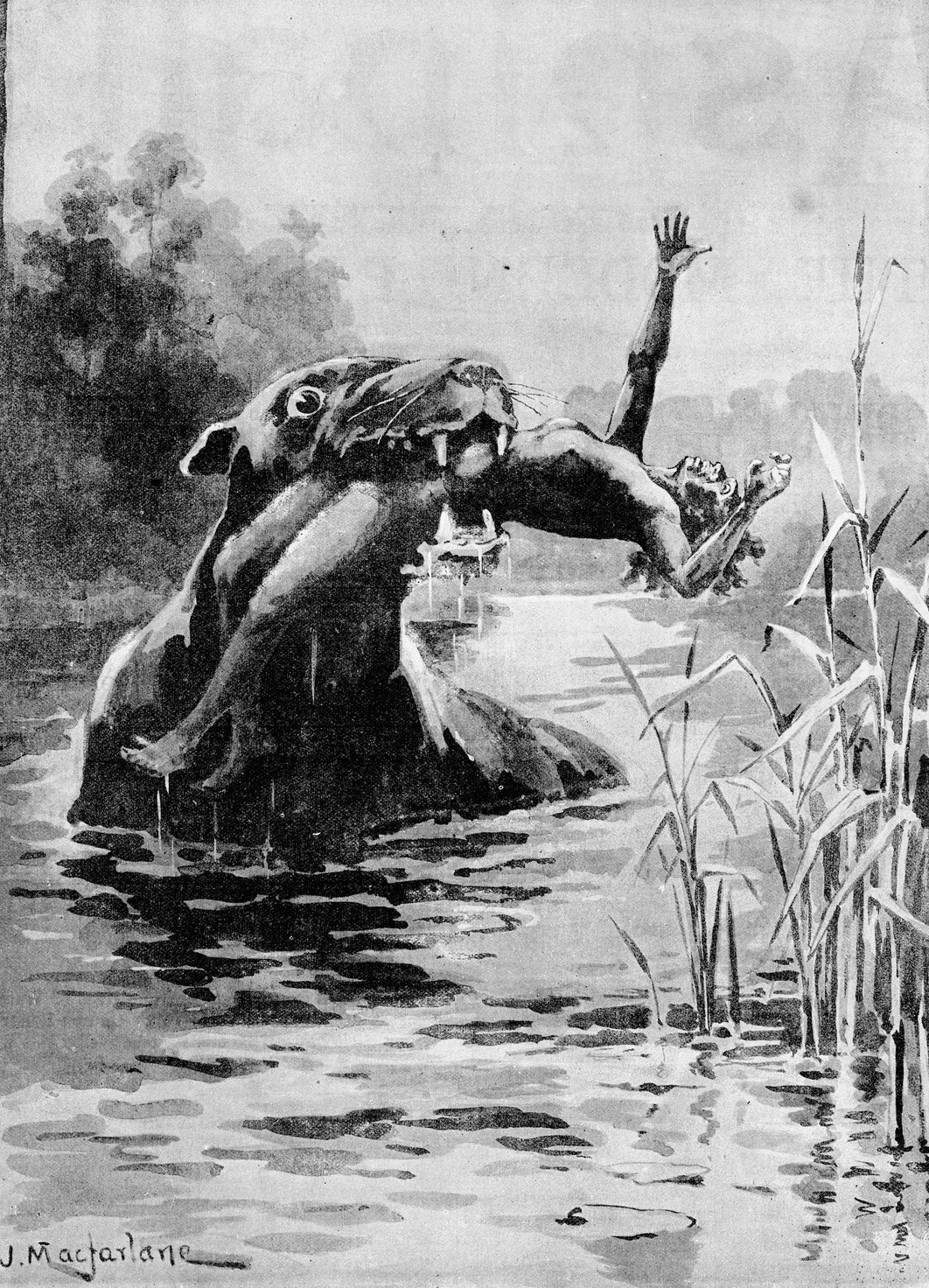
Bunyip (1890)
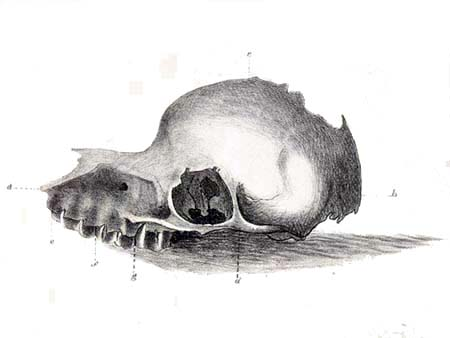
Afbeelding uit The Tasmanian Journal of Natural Science (1847)
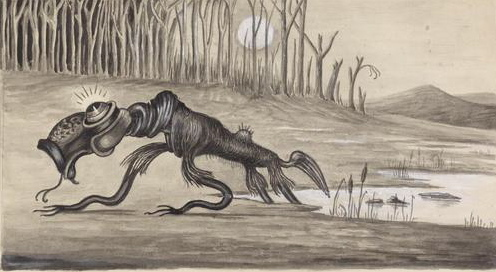
Bunyip (1935)